# Lame di luce
Lame di luce è un libro di Michael Connelly, uscito nel 2003 con il titolo originale Lost Light.
È il nono romanzo dedicato alla serie del detective Hieronymus "Harry" Bosch.

## Storia editoriale
Il libro è stato tradotto in polacco, slovacco, sloveno, giapponese, rumeno, finlandese, turco, svedese, spagnolo, danese, tedesco, francese, russo e italiano.

## Trama
Harry Bosch è andato in pensione, ma si annoia a non far niente, così decide di cercare di mettere la parola fine ad un caso di quattro anni prima, che ha visto la morte di una ragazza, la sparizione di due milioni di dollari usati in un set cinematografico e la scomparsa di un agente dell'F.B.I.. Gli ostacoli non mancano, tutti cercano di tenere a freno il "cane sciolto", ma Harry non si fa impressionare neppure dagli agenti dell'F.B.I. che lo tengono recluso per quasi un giorno in un carcere di massima sicurezza dove si trovano i sospettati di terrorismo. Una banconota del malloppo è infatti stata trovata in mano ad un terrorista. Nonostante tutto Harry continua le indagini, sostenuto da un altro agente dell'F.B.I., Roy Lindell, amico intimo dell'agente scomparsa quattro anni prima.
Bosch viene a scoprire che un ex dipendente della banca che ha prestato i soldi, ferito nella rapina sul set, insieme ad altri tre equivoci amici, è il vero responsabile della sparizione dei soldi, con i quali si è costruito un impero dei night club di Hollywood. Bosh riesce ad uscire illeso da un tentativo di metterlo a tacere per sempre, a sgominare la banda e a ritrovare il corpo dell'agente scomparso, dopo la confessione di un poliziotto corrotto che, nella speranza di aver parte al ricco bottino, non aveva esitato a togliere di mezzo ogni possibile ostacolo.
Harry Bosch si riavvicina anche alla ex moglie Eleanor Wish, dalla quale scopre di avere avuto una figlia che ormai ha quattro anni.

## Edizioni in italiano
- Michael Connelly, Lame di luce, traduzione di Mariagiulia Castagnone, Piemme, Milano 2004
- Michael Connelly, Lame di luce: thriller, Mondolibri, Milano 2004
- Michael Connelly, Lame di luce: thriller, traduzione di Mariagiulia Castagnone, Piemme pocket, Casale Monferrato 2004
- Michael Connelly, Lame di luce, traduzione di Mariagiulia Castagnone, Piemme bestseller, Casale Monferrato 2007
- Michael Connelly, Lame di luce: thriller, traduzione di Mariagiulia Castagnone, Piemme, Casale Monferrato 2013
- Michael Connelly, Lame di luce, traduzione di Mariagiulia Castagnone, Piemme : Pickwick, Milano 2015